# Калифорнијска волухарица
Калифорнијска волухарица (лат. Microtus californicus) је сисар из реда глодара и породице хрчкова (лат. Cricetidae).

## Распрострањење
Врста има станиште у Мексику и САД.

## Станиште
Калифорнијска волухарица има станиште на копну.

## Угроженост
Ова врста није угрожена, и наведена је као последња брига јер има широко распрострањење.

### Популациони тренд
Популација ове врсте је стабилна, судећи по доступним подацима.